# José Luis Espinosa Pardo
José Luis Espinosa Pardo (San Javier, Murcia, 2 de septiembre de 1926 - Murcia, 20 de noviembre de 2016) fue un espía español que trabajó para el Servicio Central de Documentación (SECED) y la Policía Nacional española.
Fue conocido también por los alias Gustavo o Alí el español entre otros. 

## Biografía
Era nieto de un notario de San Javier, hijo del jefe de la Policía Local y sobrino de Gustavo Espinosa, militar de la Fuerza Aérea republicana y uno de los encargados de organizar el exilio del Gobierno de la República y era hijo de un comisario político del PCE de la Segunda República Española huido a Argelia al acabar la guerra civil española.     
En Argelia trabajó como carpintero en cuarteles franceses en 1954. Colaboró con el FLN argelino en su lucha por la independencia de Franciahasta 1964 cuando ofreció sus servicios como confidente policial al SECED franquista. Gracias a sus antecedentes «revolucionarios» consiguió infiltrarse en la organización antifranquista Defensa Interior y consiguió desarticular numerosos grupos de la FIJL en el exilio.    
A comienzos de la década de 1970 trabajaba para la Dirección General de Seguridad a las órdenes del comisario Roberto Conesa, jefe de la brigada político social, un hombre temible para la oposición franquista, especialista en infiltrarse en sus organizaciones. Se infiltró en los Grupos de Resistencia Antifascista Primero de Octubre (GRAPO) donde consiguió la detención de 18 de los 20 miembros de su Comité Central en una reunión en Benidorm; también en el PCE(r) y fue miembro del Frente Revolucionario Antifascista y Patriota (FRAP). Al comisario Conesa en 1974 le proporcionó valiosa información sobre este último grupo. Se entrevistó con uno de los máximos responsables de los GRAPO, Francisco Brotons Beneyto quien le presentó en París al dirigente del PCE(r) Francisco Javier Martín Eizagirre. Gracias a su información se detuvo en Benidorm, el 9 de octubre de 1977, a todo el Comité Central del PCE(r).   
Tras participar en el Congreso de Suresnes del PSOE fue enviado desde Argelia a España, con la tapadera de reorganizar una federación de la Unión General de Trabajadores  (UGT); así fue Secretario General del sindicato en la Región de Murcia en 1975. En 1977 participó en la ciudad de Murcia en el servicio de orden y logística de la campaña del PSOE para las primeras elecciones generales de la democracia.
En 1977 se infiltró en el grupo terrorista Movimiento por la Autodeterminación e Independencia del Archipiélago Canario (MPAIAC) en Argel, donde se hizo hombre de entera confianza del máximo líder  Antonio Cubillo, quien le presentó a los principales dirigentes del PCE(r) y del GRAPO.   
El 5 de abril de 1978 organizó el intento de asesinato de Antonio Cubillo en Argel, coordinado por el agente secreto alemán Werner Mauss y con dos mercenarios españoles, José Luis Cortés Rodríguez y Juan Antonio Alfonso González. Fue condenado a muerte «in absentia» en Argel, pero el gobierno español declaró nulo de pleno derecho el proceso en Argelia. Se escondió en Carcaboso (provincia de Cáceres). El 22 de abril de 1982 publicó en el diario Ya Memorias de un confidente. En 1989 fue capturado por la policía española. Juzgado por la Audiencia Nacional, fue sentenciado a 20 años de cárcel.
Salió de la cárcel en 1995, edad en que cumplió 70 años y las leyes permiten la salida de prisión.Falleció el 20 de noviembre de 2016 en Murcia con 90 años.

## En la cultura

### En la literatura
- López Mengual, Paco, Espinosa Pardo. Historia de un confidente. Novela. Editorial La Fea Burguesía. ISBN: 978 84 125262 0 2[15][16][17][18][19]

### En el cine
- Cubillo, historia de un crimen de Estado

Documental estrenado en 2013
sobre el  intento de asesinato por parte del Estado español al terrorista Antonio Cubillo. La cinta desgrana el complot de varios servicios secretos que orquestaron el atentado. Cubillo se encuentra, 30 años después, con la persona que lo apuñaló en 1978 dejándolo paralítico. La película fue dirigida por el  director Eduardo Cubillo, sobrino de Antonio Cubillo, y producida por La Gaveta Producciones, La Mirada y Vértigo laberíntico.
- José Luis Espinosa, el espía

Documental dirigido por Alfonso Palazón Meseguer en 2022.